# Clontarf Football Club
Il Clontarf Football Club è un club irlandese di rugby a 15 avente sede a Dublino, nella provincia di Leinster.

È stato fondato nel 1876.

Durante la stagione 2013-2014 disputerà la Division 1A del campionato irlandese.

## Palmarès
- All-Ireland League: 2
2013-14, 2015-16